# Pogórze Wielickie

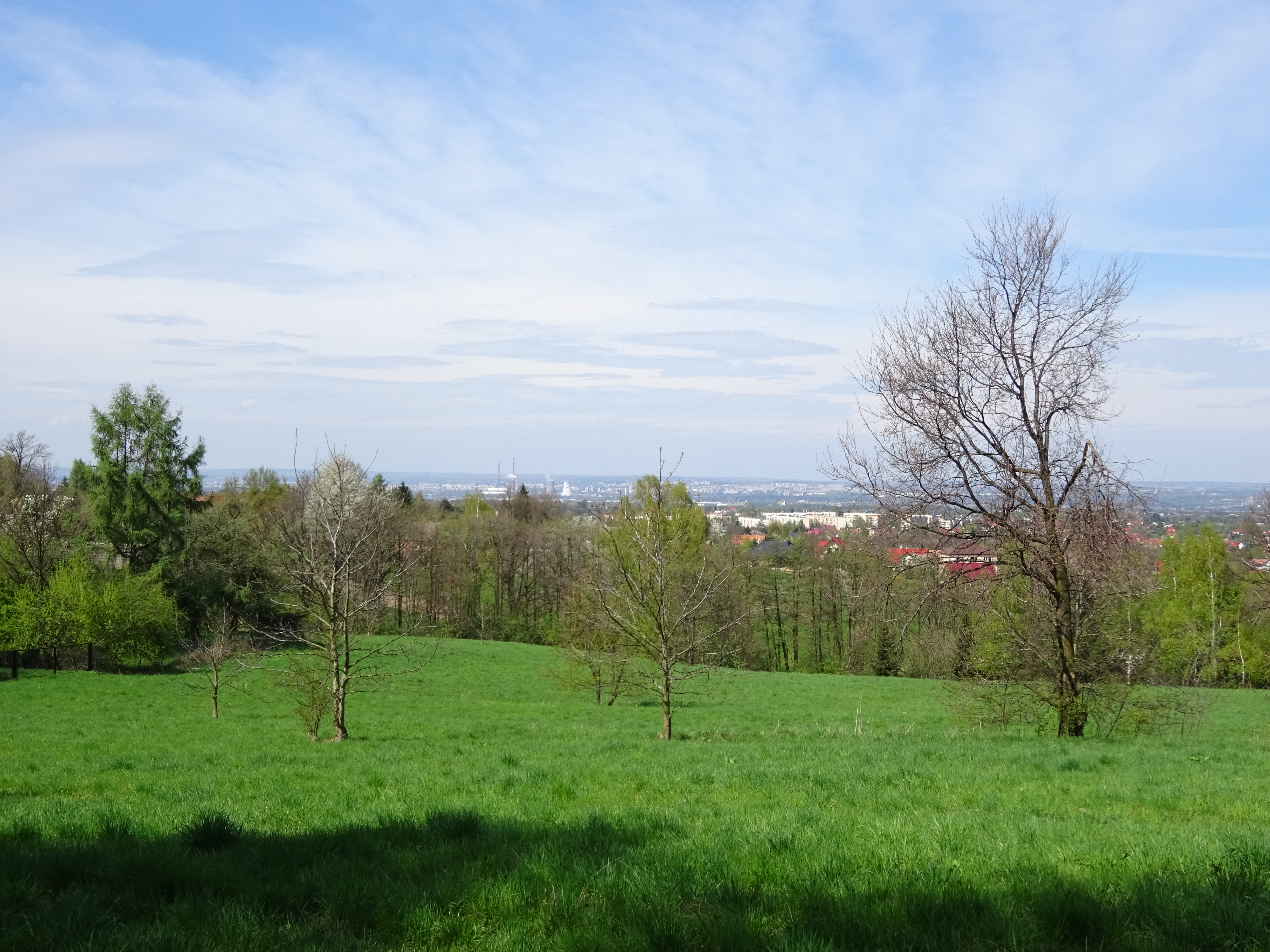
Blick vom Gebirge auf Krakau

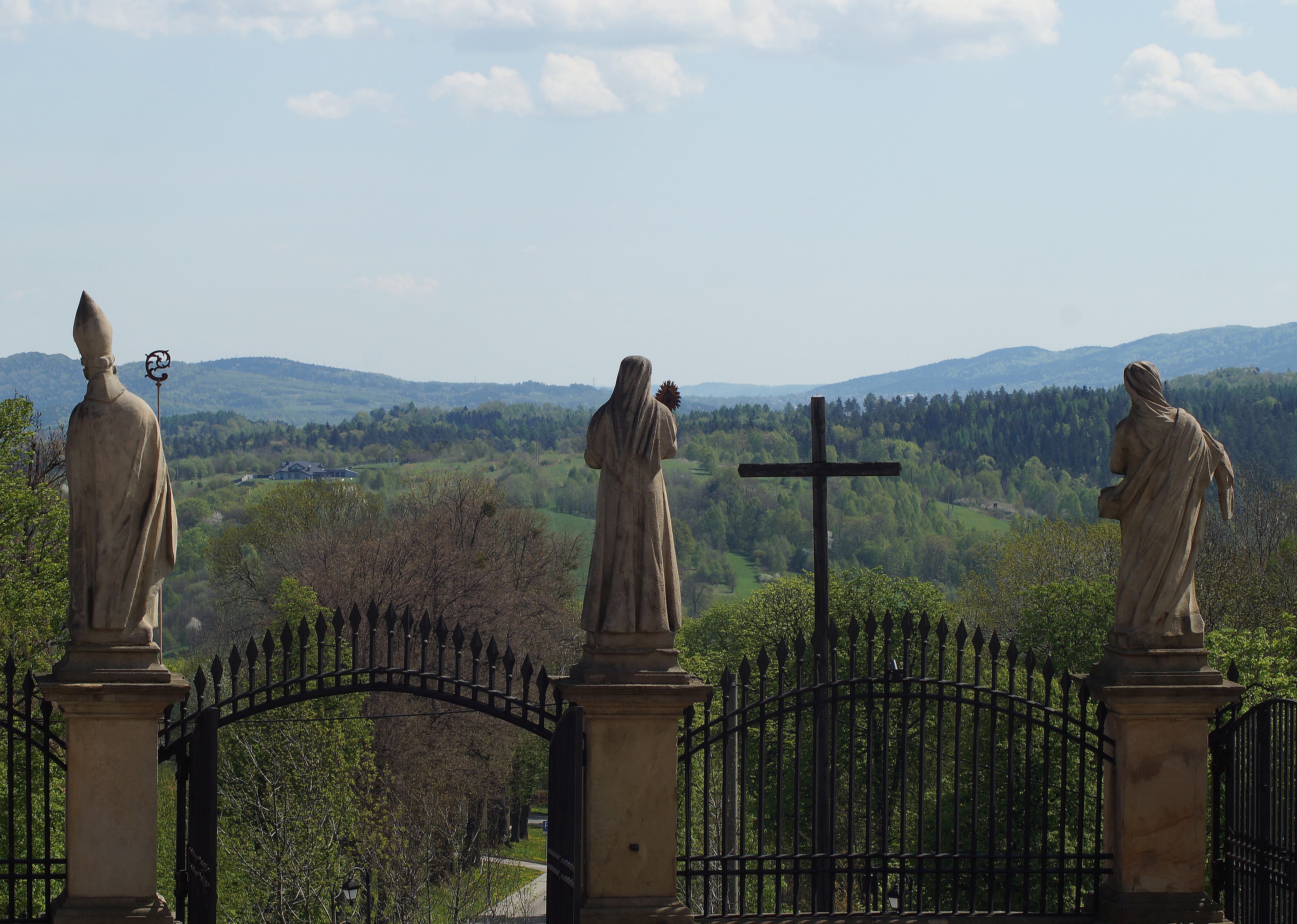
Kalwaria Zebrzydowska

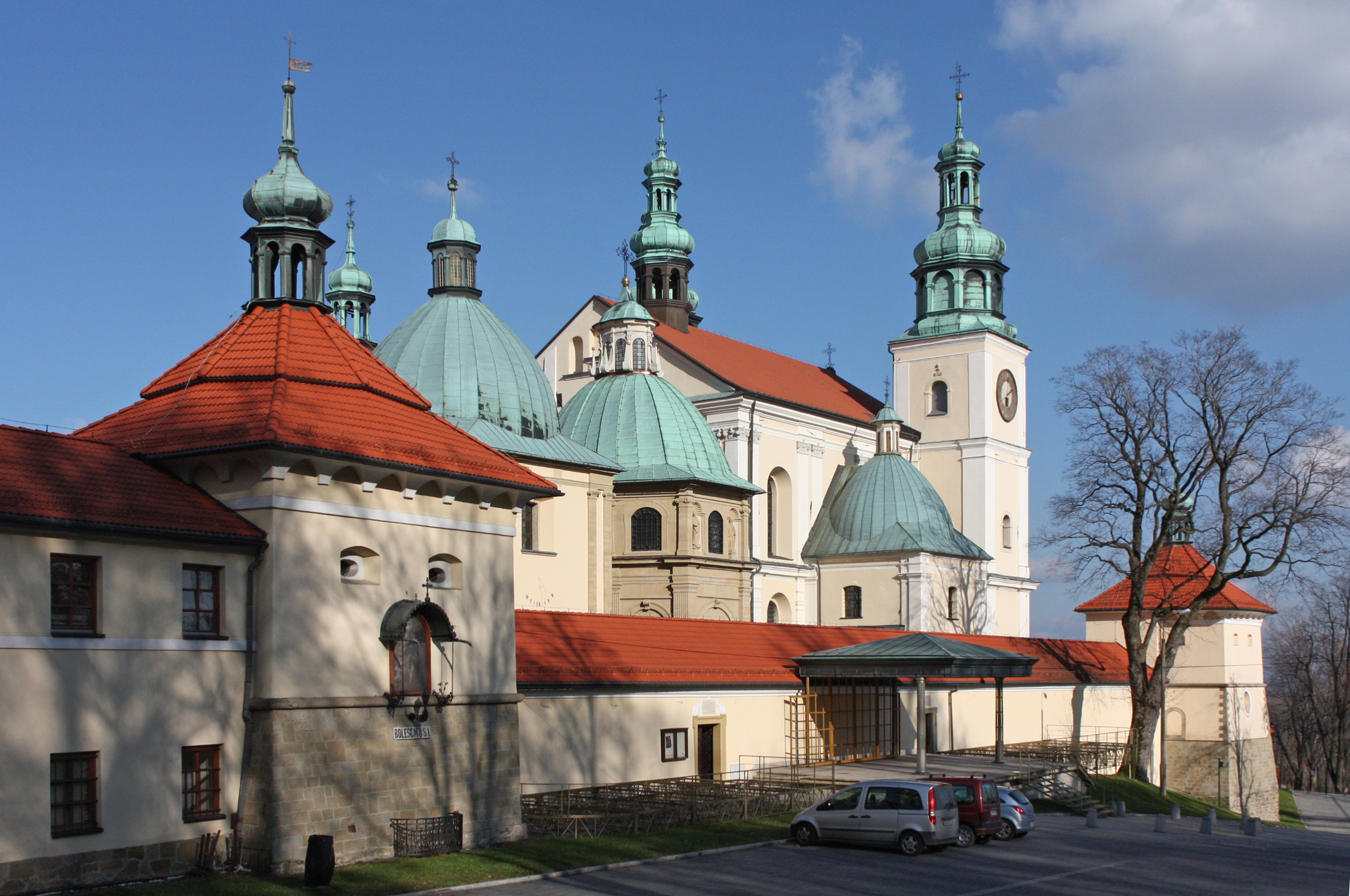
Kalwaria Zebrzydowska

Das Pogórze Wielickie besteht aus Vorbergen der Westbeskiden im südlichen Polen in Woiwodschaft Kleinpolen. Sein höchster Gipfel ist die Barnasiówka mit 566 m. Das Gebirge ist nach der Stadt Wieliczka (deutsch Groß Salze) benannt.

## Geographie
Das Gebirge grenzt im Norden an das Auschwitzer Becken und das Krakauer Tor, im Süden an die Makower Beskiden und Kleinen Beskiden Südosten an das Wiśnicz-Gebirge und im Westen an das Schlesische Vorgebirge. Es liegt zwischen den Flüssen Wieprzówka im Westen und Raba im Osten.

## Gliederung
Das 55 km lange und 15 km breite Gebirge gliedert sich in die Kämme:
- Barnasiówka-Kamm (Pasmo Barnasiówki)
- Bukowiec-Kamm (Pasmo Bukowca)

## Städte
Die Städte im Pogórze Wielickie sind Krakau, Wieliczka und Myślenice.

## Kulturerbe
In Lanckorona sind die Ruinen der Burg Lanckorona erhalten.
In Kalwaria Zebrzydowska befindet sich ein Kalvarienberg mit Kloster, die zum UNESCO-Weltkulturerbe zählen.

## Naturschutz
Der Südteil des Gebirges liegt in dem Naturpark Pogórze Wiśnickie.

## Nachweise
- Jerzy Kondracki: Geografia regionalna Polski. Warszawa: Wyd. Naukowe PWN, 1998. ISBN 83-01-12479-2.

## Panorama

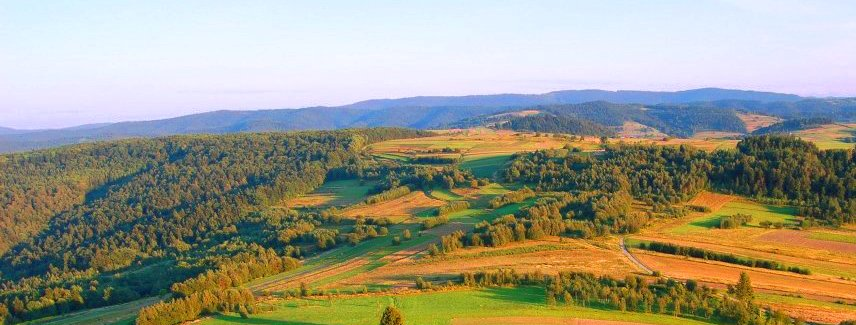
Blick bei Lanckorona